# Teste de Weber

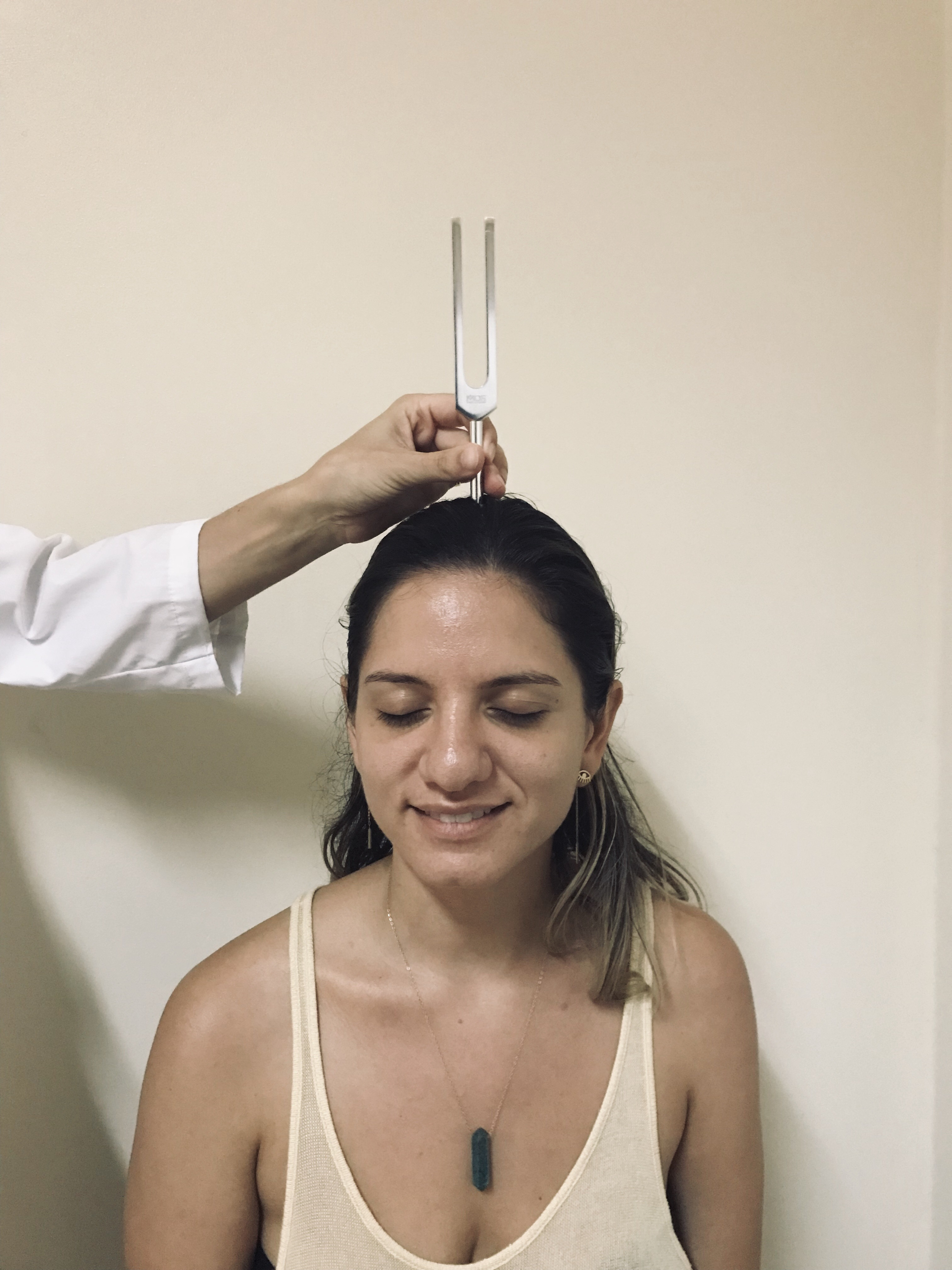
Teste de weber

O teste de Weber ou prova de Weber é um teste clínico rápido para avaliar a audição. O teste foi nomeado em homenagem a Ernst Heinrich Weber (1795 – 1878), um físico e médico alemão. A sua conexão com a audiologia se deu quando descobriu que o uso do diapasão vibrando poderia ser ouvido quando colocado contra o crânio. A condução por via óssea. Em seus testes, Ernst Heinrich Weber observou que as pessoas com a audição normal, não conseguiam identificar o ponto que estavam ouvindo quando estimulados por via óssea. E em casos de problemas auditivos, muitas vezes a sensação auditiva era percebida na orelha "boa", ou na orelha com perda.
O príncipio do teste de Weber é comparar a captação do estímulo por via óssea entre as duas orelhas. O teste pode detectar perda auditiva condutiva unilateral e perda auditiva neurossensorial unilateral.

## Realização

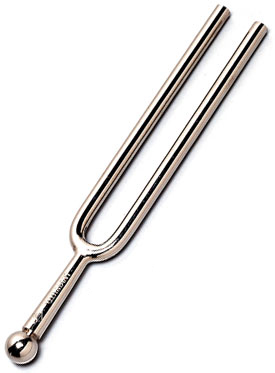
Imagem ilustrativa de diapasão

No teste de Weber um diapasão (de 256, 512 ou 1.024 Hz) é batido e o tronco do bastão vibrando é colocado no topo do crânio do paciente - em igual distância das orelhas do paciente, no meio de sua testa, ou acima do lábio superior sobre o dente. Em seguida é solicitado que ele indique onde ouve ou sente o som. Na orelha direita, esquerda ou meio da testa.
Em uma audição normal, o som e a vibração é percebido no meio da testa. Caso lateralize, é indicativo de perda auditiva.
A explicação para o Teste de Weber está fundamentada no efeito do mascaramento do ruído de fundo. Em condições de audição normais, há uma quantidade significativa de ruído de fundo que alcança o tímpano através da condução aérea. Isso tende a encobrir o som do diapasão percebido através da condução óssea.

## Resultados
O resultado do teste de Weber é apresentado da seguinte forma:
- Weber Indiferente: Quando som é percebido e localizado em ambas orelhas. Normalmente encontrado em índividuos com padrão de audição normal ou perda auditiva simétrica.
- Weber Lateraliza para a direita: Quando o som é percebido mais alto no ouvido direito. Isso indica uma perda auditiva condutiva no ouvido direito ou uma perda auditiva neurossensorial no ouvido esquerdo.
- Weber Lateraliza para a esquerda: Nesse caso, o som é percebido mais alto no ouvido esquerdo. Isso indica uma perda auditiva condutiva no ouvido esquerdo ou uma perda auditiva neurossensorial no ouvido direito.[2]

## Detecção de perda auditiva condutiva
O paciente que apresenta perda auditiva condutiva unilateral geralmente ouve o diapasão com mais intensidade no lado da orelha afetada. Isto acontece porque a condução aérea está reduzida e com isso mascara o efeito do ruído de fundo, ao passo que a orelha interna que funciona bem recebe o som através dos ossos do crânio, gerando uma percepção do som melhor e se tornando mais intenso do que o da orelha normal.

## Detecção de perda auditiva neurossensorial
Um paciente com uma perda auditiva neurossensorial unilateral escutaria o som mais intensamente na orelha normal, porque a orelha afetada é menos efetiva em absorver o som mesmo que ele seja transmitido diretamente por condução para o ouvido interno.

## Limitações
O teste de Weber é útil para indivíduos que possuam a audição diferente entre os dois ouvidos. Ele não pode confirmar uma audição normal porque não mede a sensibilidade ao som de uma maneira quantitativa. Os defeitos de audição que afetam ambas as orelhas igualmente, como na presbiacusia, por exemplo, irão produzir um resultado aparentemente normal.

### Teste de Rinne adicional
Um teste de Rinne adicional pode fazer um exame mais completo. Na tabela, CA significa condução aérea e CO condução óssea.
|                           | Weber lateraliza para a esquerda     | Weber lateraliza para a direita     |
| ------------------------- | ------------------------------------ | ----------------------------------- |
| Rinne ambas orelhas CA>CO | Perda neurossensorial na direita     | Perda neurossensorial na esquerda   |
| Rinne esquerda CO>CA      | Confirma perda condutiva na esquerda |                                     |
| Rinne direita CO>CA       |                                      | Confirma perda condutiva na direita |